# Novou zemi pro divoká zvířata
Novou zemi pro divoká zvířata (1968, Neues Land für wilde Tiere) je název dobrodružného příběhu pro mládež od německého spisovatele Eberharda Hioba.

## Obsah knihy
Hlavním hrdinou  románu je osmnáctiletý syn vrchního hlídače jedné velké zoologické zahrady. Se svým otcem se účastní významné výpravy uspořádané Světovou organizací pro ochranu přírody (WNOC), jejímž úkolem je zachránit divoká zvířata, jimž hrozí v rezervaci Rhula-Rhula nebezpečí. Je tomu tak proto, že vláda africké země Tonangy se rozhodla, že území Rhula-Rhula má být použito pro zemědělské účely.
Plány na záchranu zvěře, které byly po zevrubném projednání schváleny, jsou založeny na tom, že sloni, nosorožci, žirafy, antilopy atp. budou přemístěni na území Anuri, ležící na sever od stávající rezervace. Takováto akce na ochranu přírody se doposud neuskutečnila. 
Spojeným úsilím USA, Sovětského svazu, Německa, Velké Británie, Francie a dalších členských zemí WNOC přesun skončí úspěšně a navíc se podaří zlikvidovat nebezpečnou bandu pytláků, kteří zvířata pro zisk hromadně pobíjeli.

## O autorovi
O životě německého (Západní Německo) spisovatele Eberharda Hioba se nepodařilo zjistit žádné podrobnosti, než že je autorem publikací pro děti a mládež, ve kterých ideálně spojuje dobrodružný žánr s naučným.
Eberhard Hiob je autorem těchto knih:
- Die Reise ins Glück: Eine heitere Erzählung für Klein und Gross (1954, Cesta ke štěstí), veselé vyprávění pro malé i velké.
- Klick und Klack: Die Geschichte zweier Wassertropfen (1955, Kapi kap), příběh dvou kapek vody.
- Schorschi, der Junge aus dem Zoo (1963, Chlapec ze ZOO).
- Neues Land für wilde Tiere (1968, Novou zemi pro divoká zvířata).
- Die roten Elefanten: von wilden Tieren, ihren Freunden und Feinden (1975, Červený slon), o divokých zvířatech, jejich přátelích a nepřátelích.
- Der Geisterlöwe von Manyara (1981, Zalínač lvů od jezera Maynara), dobrodružný příběh z Afriky.
- In letzter Minute (1986, V poslední minutě).
- Unternehmen Elfenbein (1998, Obchod se slonovinou), román.

## Česká vydání
- Novou zemi pro divoká zvířata, Albatros, Praha 1974, přeložil Josef Vlášek.